# Organisationsbereich Ausrüstung, Informationstechnik und Nutzung
Der Organisationsbereich Ausrüstung, Informationstechnik und Nutzung (AIN) ist in der Bundeswehr ein ziviler Organisationsbereich der Bundeswehrverwaltung.

## Aufgaben
Aufgabe des Organisationsbereichs ist die Ausstattung der Bundeswehr mit leistungsfähigem und funktionssicherem Gerät durch Entwicklung, Erprobung, Beschaffung und Nutzungsmanagement von Wehrmaterial. Daneben sind die Wehrwissenschaftlichen Institute sowie Teile der Wehrtechnischen Dienststelle für Schiffe und Marinewaffen, Maritime Technologie und Forschung als Ressortforschungs-Einrichtungen auch wissenschaftlich tätig.

## Führung
Der Organisationsbereich wird im Auftrag des Bundesministers der Verteidigung von dessen Abteilungsleiter Ausrüstung geführt. Die Abteilung Ausrüstung gliedert sich in:
- Leitungsebene
  - Abteilungsleiter
  - Stellvertretender Abteilungsleiter
  - Referat A RC – Risikomanagement und Controlling
  - Unterabteilungen
    - A I – Zentrale Aufgaben der Abteilung Ausrüstung
    - A II – Rüstungspolitische Angelegenheiten, Ressortforschung
    - A III – ÖPP; Beteiligungen; EinkaufBw; Verwertung; Komplexe Dienstleistungen

## Gliederung
Der Organisationsbereich besteht aus dem Bundesamt für Ausrüstung, Informationstechnik und Nutzung der Bundeswehr (BAAINBw) als Bundesoberbehörde mit Sitz in Koblenz, welches eine zentrale Rolle im Organisationsbereich einnimmt, und seinem nachgeordneten Bereich (darunter sechs Wehrtechnische Dienststellen):
- Wehrtechnische Dienststelle für landgebundene Fahrzeugsysteme, Pionier- und Truppentechnik (WTD 41) in Trier
- Wehrtechnische Dienststelle für Schutz- und Sondertechnik (WTD 52) in Schneizlreuth (Oberjettenberg)
- Wehrtechnische Dienststelle für Luftfahrzeuge und Luftfahrtgerät der Bundeswehr (WTD 61) in Manching
- Wehrtechnische Dienststelle für Schiffe und Marinewaffen, Maritime Technologie und Forschung (WTD 71) in Eckernförde
- Wehrtechnische Dienststelle für Informationstechnologie und Elektronik (WTD 81) in Greding
- Wehrtechnische Dienststelle für Waffen und Munition (WTD 91) in Meppen
- Marinearsenal (MArs) in Wilhelmshaven
  - Marinearsenal Technischer Systemservice (MArs TSS) in Wilhelmshaven
  - Marinearsenalbetrieb Kiel (MArsBtrb Kiel)
    - Marinearsenal Arsenalbetrieb Kiel Außenstelle Warnemünde (MArsBetr Kiel ASt Warnemünde)

  - Marinearsenalbetrieb Wilhelmshaven (MArsBtrb Wilhelmshaven)
- Wehrwissenschaftliches Institut für Schutztechnologien – ABC-Schutz (WIS) in Munster
- Wehrwissenschaftliches Institut für Werk- und Betriebsstoffe (WIWeB) in Erding.
- Deutsche Verbindungsstelle des Rüstungsbereiches USA/Kanada (DtVStRü USA/CAN) in Reston (Vereinigte Staaten)

## Geschichte
Der Organisationsbereich entstand im Zuge der Neuausrichtung der Bundeswehr. Mit dieser wurden die damals zwei Organisationsbereiche der Bundeswehrverwaltung, Territoriale Wehrverwaltung und Rüstungsbereich, in die drei neuen Organisationsbereiche Personal und Infrastruktur, Umweltschutz und Dienstleistungen sowie Ausrüstung, Informationstechnik und Nutzung gegliedert.